# Bunyola
Bunyola là một đô thị trên đảo Majorca, thuộc Quần đảo Balears, Tây Ban Nha. Cách 9 dặm từ Palma. Diện tích 32.67 dặm vuông và dân số 5.475 người. (Instituto Nacional de Estadística 2005).